# Tr (dwuznak)
Tr – dwuznak występujący w języku wietnamskim i angielskim. We wietnamskim służy do zapisu spółgłoski zadziąsłowej [t͡ʃ] lub retrofleksyjnej [t͡ʂ] (zbliżonej do polskiego cz), w przeciwieństwie do dwuznaku ch zapisującego dźwięk podniebienny [t͡ɕ] lub [t͡ʃ] (zbliżonej do polskiego ć). Natomiast w angielskim oznacza dźwięk czr, odpowiadającej w międzynarodowym alfabecie fonetycznym (IPA) jako drżąca spółgłoska zwarto-szczelinowa zadziąsłowa bezdźwięczna, oznaczana symbolem [ʧr].